# Boleslao III de Bohemia
Boleslao III (c. 965-1037), apodado el Rojo (en checo: Boleslav III. Ryšavý, que significa 'pelirrojo') o el Ciego, fue un noble bohemio perteneciente a la dinastía de los Premislidas, que fue duque de Bohemia desde 999 hasta 1002 y brevemente de nuevo durante el año 1003. Fue el «peor de todos los hombres que se sentaron en el trono bohemio». Durante su caótico gobierno, Bohemia se convirtió en un peón en el largo enfrentamiento germano-polaco entre el emperador Enrique II y el duque polaco Boleslao I el Valiente.

## Vida
Primogénito del duque Boleslao II el Piadoso, probablemente de su primera esposa Adiva, subió al trono del ducado de Bohemia tras la muerte de su padre en 999. Boleslao III resultó ser un gobernante débil y pronto comenzaron los conflictos dinásticos por la herencia con sus hermanos menores, Jaromír y Oldřich. Expulsó a ambos a la corte bávara de Enrique II en Ratisbona, junto con su madre, la duquesa viuda Emma.
En 1002, una revuelta organizada por los nobles del clan Vršovci (junto con el yerno de Boleslao) le obligó a huir a Germania, donde fue recibido por el margrave Enrique I de Austria. Al principio, Enrique I ordenó el arresto de su invitado por antiguas pendencias, pero pronto le perdonó y le prometió apoyo. Mientras tanto, el duque polaco Boleslao I había instalado a Vladivoj, pariente de Boleslao, en el trono de Bohemia, pero murió antes de un año. Tras la muerte de Vladkvoj en 1003, los nobles bohemios invitaron a Jaromír y Oldřich a regresar del exilio. Ambos ocuparía el trono en Praga de manera sucesiva.
El 9 de febrero de 1003, Boleslao el Rojo recuperó el trono con el apoyo del duque Boleslao de Polonia. Sus hermanos,, Jaromír y Oldřich, huyeron de nuevo a Germania y se pusieron bajo la protección de Enrique II. Sin embargo, el propio Boleslao acabaría debilitando su posición al ordenar una masacre de los nobles del clan Vršovci en Vyšehrad. Según el cronista Tietmaro de Merseburgo Boleslao mató a su yerno con su propia espada.
Los nobles que sobrevivieron a la masacre enviaron mensajeros a Boleslao el Bravo de Polonia reclamando su ayuda. El duque polaco aceptó voluntariamente e invitó a su tocayo checo a visitarle en su castillo (probablemente en Cracovia). Allí, Boleslao el Rojo fue atrapado, cegado y encarcelado. Nunca regresó a Bohemia, muriendo probablemente en cautiverio unos treinta años después. Boleslao el Valiente reclamó el trono ducal para sí mismo, invadió Bohemia en 1003 y tomó Praga sin apenas resistencia. Una vez instalado, gobernó como Boleslao IV durante poco más de un año. Luego renunció al trono y fue reemplazado por Jaromír, quien, respaldado por Enrique II, entró en Praga y en 1004 recibió el ducado de Bohemia como feudo de manos del rey germano.